# Leonid Geishtor
Leonid Grigorievich Geishtor (en russe : Леонид Григорьевич Гейштор, en biélorusse : Леанід Рыгоравіч Гейштар ; né le 15 octobre 1936 à Homel en République socialiste soviétique de Biélorussie) est un céiste biélorusse (né soviétique) qui a concouru à la fin des années 1950 et au début des années 1960.

## Carrière
Il s'est formé à la société sportive Vodnik à Gomel. Avec son partenaire Sergei Makarenko, Geishtor gagne la première médaille d'or olympique pour un sportif biélorusse. Les deux gagnent l'épreuve du 1 000 mètres canoë biplace hommes aux Jeux olympiques d'été de 1960 à Rome.
Geishtor se voit décerner l'Ordre de l'Insigne d'honneur en 1960.
Il gagne également une médaille d'or dans l'épreuve du 10 000 mètres canoë biplace hommes aux Championnats du monde de course en ligne 1963 à Jajce.

## Palmarès
- Jeux olympiques d'été
  -  Médaille d'or aux Jeux olympiques d'été de 1960 à Rome en canoë-kayak dans l'épreuve du 1 000 mètres canoë biplace hommes
- Championnats du monde
  -  Médaille d'or en 1963 en canoë-kayak dans l'épreuve du 10 000 mètres canoë biplace hommes